# Armando Sosa
Armando „Mandi” Sosa Peña (ur. 1 marca 1989 w Santa Lucía de Tirajana) – hiszpański piłkarz występujący na pozycji pomocnika w Almeríi.